# GSK plc
GSK plc (абревиатура от предишното му име GlaxoSmithKline plc) е британска мултинационална фармацевтична и биотехнологична компания със седалище в Лондон. Създадена е през 2000 г. чрез сливане на Glaxo Wellcome и SmithKline Beecham, която сама по себе си е сливане на редица фармацевтични компании около фирмата Smith, Kline & French.
GSK е десетата по големина фармацевтична компания и № 294 в класацията за 2022 г. Fortune Global 500, като се нарежда след други фармацевтични компании като China Resources, Sinopharm, Johnson & Johnson, Pfizer, Roche Holding, AbbVie, Novartis, Bayer и Merck & Co.
Дружеството е регистрирано на Лондонската фондова борса и влиза в състава на индекса FTSE 100. Към февруари 2024 г. нейната пазарна капитализация възлиза на 69 млрд. паунда, като заема осмото място по големина на Лондонската фондова борса.
Дружеството разработва първата ваксина срещу малария, RTS,S, за която през 2014 г. заявява, че ще я предостави на цена с пет процента по-висока от себестойността. Сред наследените продукти, разработени в GSK, са няколко, включени в Списъка на СЗО на основни лекарства, като амоксицилин, меркаптопурин, пириметамин и зидовудин.
През 2012 г. Департаментът по правосъдие на САЩ (DoJ) повдига обвинение въз основа на съвместни разследвания на Министерството на здравеопазването и социалната политика на САЩ (HHS-OIG), FDA и FBI, основно във връзка с продажбите и маркетинга на лекарствата авандия, пароксетин и бупропион. GSK се признава за виновна за промотиране на лекарства за неодобрена употреба, непредставяне на данни за безопасност и подкупи на лекари в Съединените щати и се съгласява да плати 3 млрд. щ.д. Това е най-голямото към 2025 г. дело за измама в здравеопазването в САЩ и най-голямото обезщетение във фармацевтичната индустрия.

## История
GlaxoSmithKline е създадена през 2000 г. чрез сливането на Glaxo Wellcome и SmithKline Beecham. Те на свой ред поглъщат голям брой компании от Европа, Съединените щати и други региони. За най-стар предшественик се смята аптеката Plough Court, открита през 1715 г. в Лондон, която по-късно се превръща в Allen and Hanburys, Ltd.

## Дейност
Основните производствени мощности са съсредоточени в Обединеното кралство, Испания, Ирландия, САЩ и Сингапур. Основните продажби се генерират от лекарства следните терапевтични области: респираторни заболявания, онкология, ХИВ/СПИН, диабет, психични разстройства, превенция на инфекциозни заболявания (ваксини за различни възрастови групи), лекарства, продавани в аптеките с лекарско предписание (Augmentin, Becotide, Zinacef, Zinnat, Fortum, Energin и т.н.), и симптоматични лекарства, продавани в аптеките с лекарско предписание (Augmentin, Becotide, Zinacef, Zinnat, Fortum, Energin и т.н.), и симптоматични лекарства, продавани в аптеките без лекарско предписание (Panadol, Coldrex, Solpadeine и др.). Основният пазар на компанията е САЩ, с 15,1 млрд. британски лири от приходите ѝ от 34,1 млрд. лири през 2021 г., като продажбите в Европа възлизат на 7,8 млрд. лири.
GSK провежда задълбочени изследвания; основните ѝ изследователски центрове се намират в Грийнфорд (предградие на Лондон), Харлоу (Великобритания) и в щатите Северна Каролина и Пенсилвания (САЩ).
Към февруари 2018 г. GSK продава своите продукти в повече от 160 държави. В края на 2017 г. глобалните продажби възлизат на 30,186 млрд. лири. Продажбите на иновативни продукти (пуснати на пазара през последните три години) съставляват около 13 % от общия обем на продажбите.
Основни подразделения към 2021 г.:
- фармацевтични продукти – приходи от 17,7 млрд. лири;
- ваксини – приходи от 6,8 млрд. лири;
- потребителски стоки (пасти за зъби, продукти, продавани без рецепта (аналгетици, витамини, хранителни добавки и др.) – приходи от 9,6 млрд. лири.